# Buque Lucho IV
El carguero Lucho IV fue un barco botado en Alemania en 1920 que en 1952 era propiedad de la empresa Navemar S.A. de Navegación y arrendado a la empresa Peisci de Puerto Deseado. Las cargas eran  comercializadas normalmente por la firma Argensud.
El día 13 de junio de 1952 desapareció frente a las costas de Bahía del Oso Marino, cerca de la Isla Pingüino, a aproximadamente 20 km al sur de Puerto Deseado. Había embarcado en Puerto San Julián una carga de caolín, lana y troja (carga que llevaba sobre la cubierta, en este caso, tambores de nafta vacíos y dos automotores). Su destino final planificado era el Puerto de Buenos Aires.
Si bien se realizó una búsqueda que duró semanas y en la que participaron gran cantidad de personal de Prefectura Argentina, la Marina Argentina, el Ejército Argentino, así como barcos de empresas (entre ellas Petroleros de YPF) no se tuvo mayores noticias del barco ni de los tripulantes. Sólo se pudo encontrar algunos chalecos salvavidas, cascos con sebo ovino, tambores de nafta vacíos, barriles con agua, trozos de madera y salvavidas, uno con la inscripción "Lucho IV". En la revista Argentina Austral, el historiador Raúl Entraigas le dedicó unas sentidas palabras a los hombres que fallecieron en este trágico suceso.